# Єльськ
Є́льськ (біл. і рос. Е́льск, пол. Jelsk; Є́льськас, лит. Jelskas, інші назви Каролі́н, до 1931 року Миколаїв) — місто в Білорусі, адміністративний центр Єльського району Гомельської області за 177 км на південний захід від Гомеля і за 319 км від Мінська. Залізнична станція на лінії Калинковічі — Коростень. Автомобільними дорогами пов'язаний з Мозирем, Наровлею, Овручем.

## Історія
Перші письмові згадки про Єльськ під назвою Королин відноситься до XVI століття. Тоді це було містечко Мозирського повіту Великого князівства Литовського, володіння французького дворянського роду Спаду, які були змушені емігрувати з Франції через релігійні гоніння. Пізніше належав Казимиру Аскерко, польським магнатам Єльським.
У XVIII столітті тут була побудована церква, діяли костел і синагога. Після Люблінської унії 1569 року Єльськ входить до складу Речі Посполитої. Після другого поділу Речі Посполитої в 1793 році містечко у складі Російської імперії, як містечка Міхалківської волості Мозирського повіту Мінської губернії.
В 1886 році Єльську було 44 подвір'я, винокурний завод, 3 лавки, школа. Після будівництва залізничної лінії Жлобин-Овруч в 1873 році він став станцією. На початку XX століття Єльську налічувалося 167 будинків і 910 осіб.
З 1924 року це центр Королинского, а з 1931 року Єльського районів. У вересні 1938 року, коли містечку надано статус селища міського типу, у ньому проживало близько 4 тис. осіб.
З серпня 1941 року Єльськ знаходився під німецькою окупацією. У селищі діяли групи Єльського підпілля. 11 січня 1944 року Єльськ захопили війська Білоруського фронту і радянські партизани.
5 липня 1971  року Єльську надано статус міста. На 2004 рік населення міста становило 10,1 тис. жителів. У 2006 9,8 тис.

## Геологія

### Підземні води
У місті знайдено мінеральну воду з температурою до 50 °C на глибині 2750 м.

## Забудова
3-5-поверхові житлові будинки. У південній та західній частинах міста розташована одноповерхова індивідуальна забудова.

## Промисловість
Промислова зона знаходиться в північному секторі та включає маслоробний, плодоовочевий, спиртовий, цегельний заводи і меблеву фабрику.

## Освіта і культура
Середні, музична, спортивна школи, школа-інтернат, школа мистецтв, Будинок школярів, бібліотеки. При Будинку культури з 1950 р. діє народний театр. У 1976 р. створено краєзнавчий музей. Видається газета «Народний голос».

## Відомі люди
Батьківщина педагога і філософа М. Анцукевіча.

## Пам'ятки архітектури
Троїцька церква, збудована в 1770-ті роки.

## Герб
Єльські користувалися гербом «Пелеш» — в гербовою поле два перехрещені меча, покладені Андріївським хрестом. Є варіанти цього герба, у яких між вістря мечів розміщується шестикінечна зірка. Згідно з польським географічним словником, цей герб має західноєвропейське походження і представники дворянського роду Спаду користувалися цим гербовим символом.